# Ketolidy
Ketolidy – grupa nowych antybiotyków, będących półsyntetycznymi pochodnymi erytromycyny. Są aktywne wobec bakterii opornych na makrolidy. Głównym przedstawicielem ketolidów jest telitromycyna.

## Mechanizm działania
Blokują syntezę białek bakteryjnych poprzez łączenie się z podjednostką 50S rybosomów w okolicy łączenia transferazy peptydowej, siła wiązania się ketolidów z rybosomem jest znacznie wyższa od makrolidów.